# Bournemouth

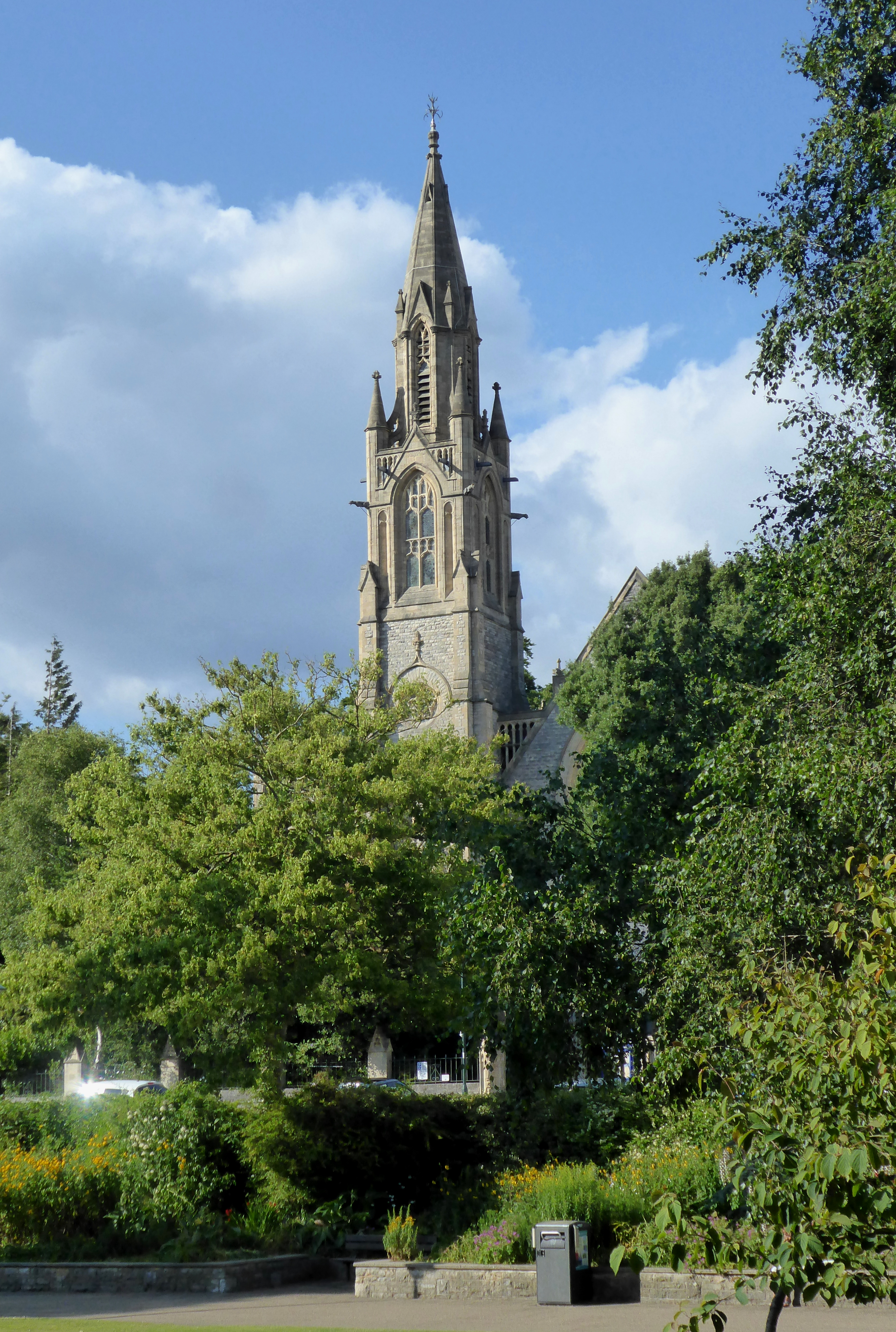
St Andrew's Church i Bournemouth.

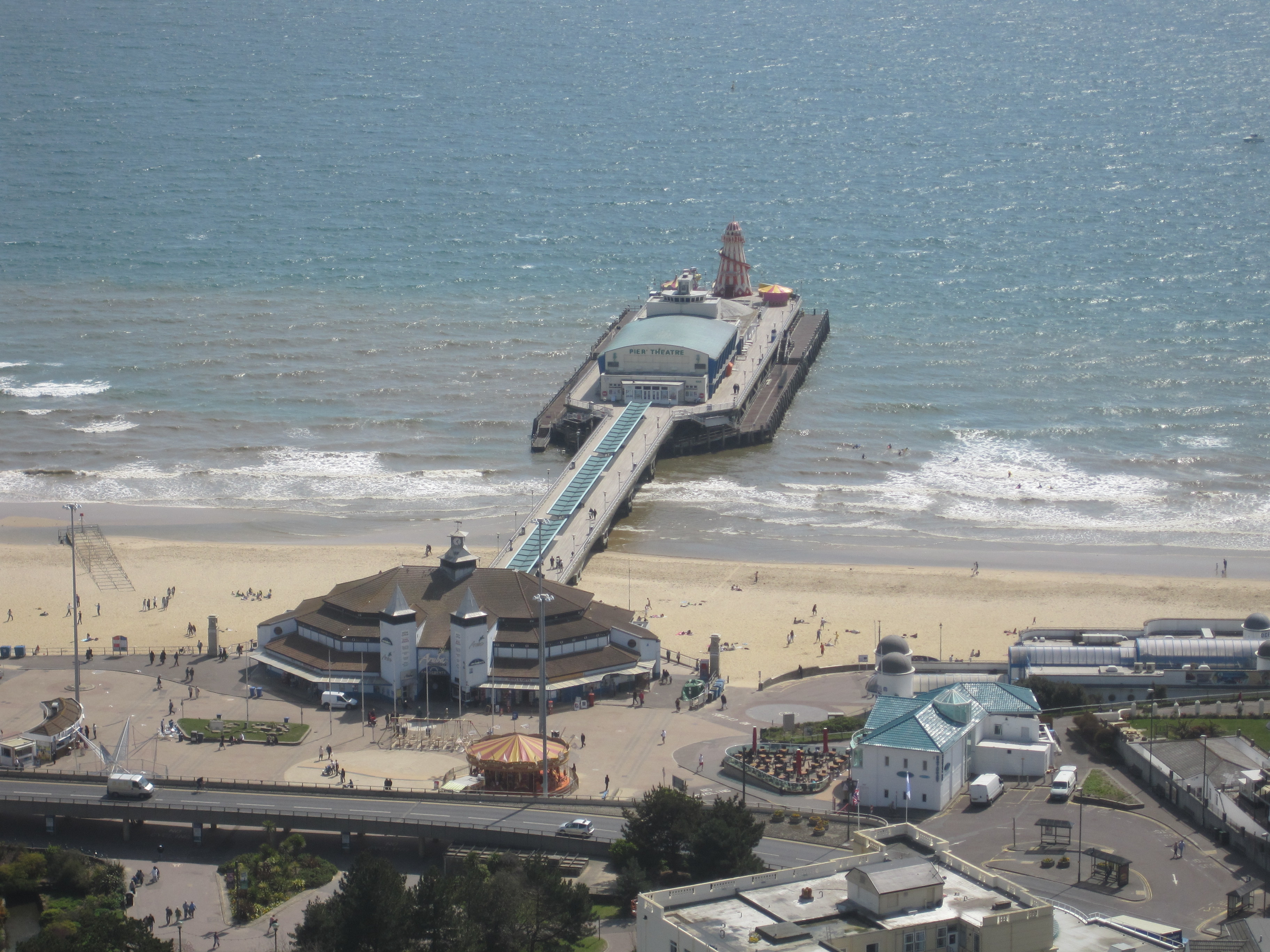
Bournemouth Pier.

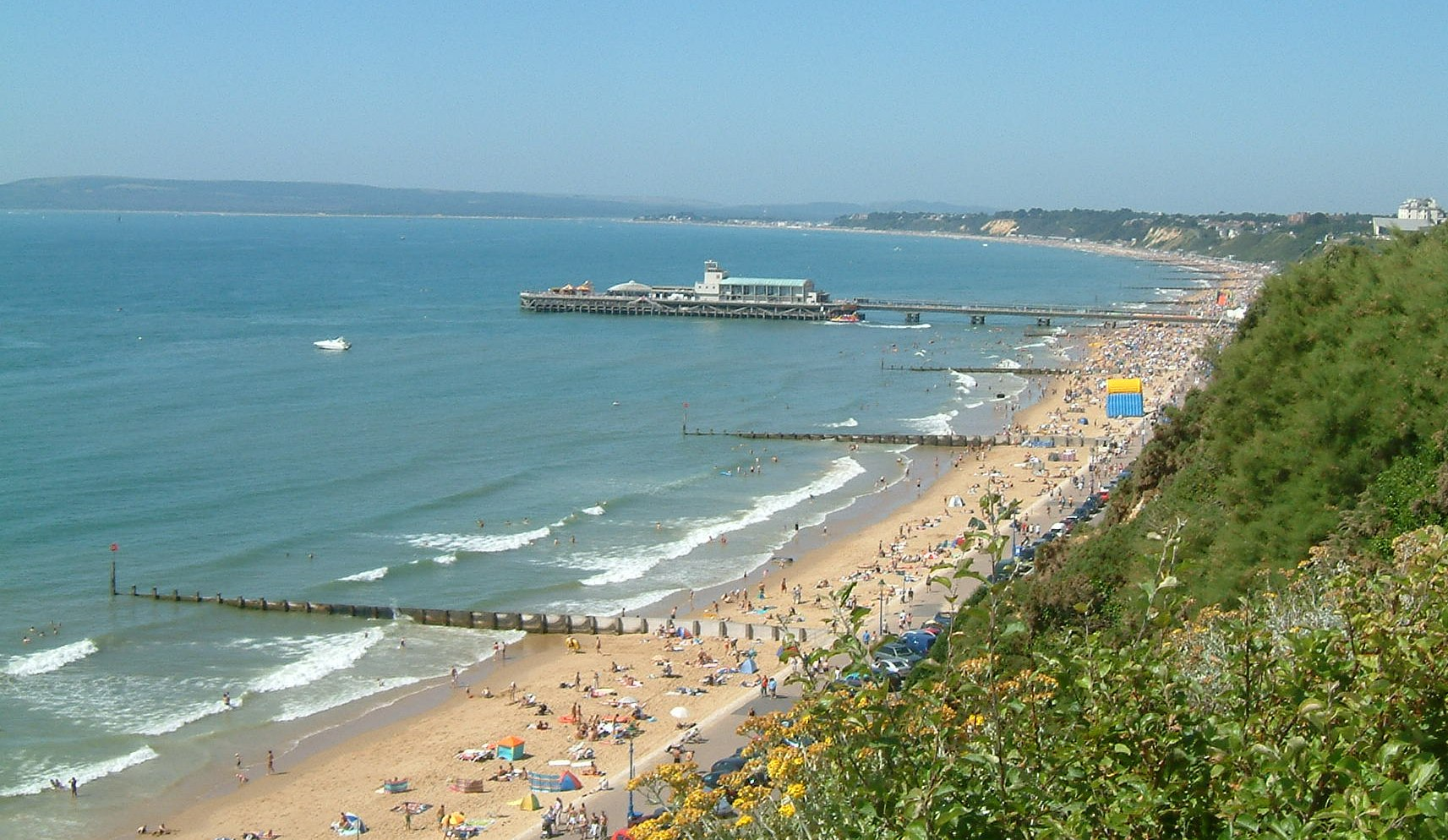
Stranden i Bournemouth.

Bournemouth (engelskt uttal: [ˈbɔːrnməθ] lyssna (fil)) är en stad i grevskapet Dorset, på Englands sydkust. Staden ligger i distriktet Bournemouth, Christchurch and Poole vid Poole Bay, mellan städerna Christchurch och Poole. Den är belägen cirka 39 kilometer sydväst om Southampton och cirka 39 kilometer söder om Salisbury. Tätortsdelen (built-up area sub division) Bournemouth hade 187 503 invånare vid folkräkningen år 2011.
Staden är ett av de mest populära turistmålen på den engelska sydkusten och lockar upp till 5 miljoner besökare årligen. Bournemouth är flitigt besökt av studenter från hela världen och har två universitet med många internationella studenter. Bournemouth University har över 18 000 studenter och 2 000 anställda (2015) och Arts University Bournemouth mer än 3 000 studenter (2015).
Bournemouth utvecklades snabbt från 1838, då det var ett fattigt fiskeläge som uppmärksammades som badort. Ett sanatorium öppnades 1855. 1861 fanns här 1 940 invånare, 1881 hade invånarantalet stigit till 16 858 och 1901 till 47 003. Bournemouth erhöll stadsrättigheter år 1890.
För Bournemouths ekonomi är turismen mycket viktig. Det kommer folk från alla delar av världen för att besöka Bournemouth, men det är även ett populärt turistmål för britterna själva, bland annat på grund av sin 11 kilometer långa strand. Bournemouth har även ett populärt uteliv med ett antal nattklubbar och många restauranger. Den har beskrivits som en av de mest spännande platserna att njuta av en utekväll på längs sydkusten. I staden finns det bland annat shopping, sevärdheter, kultur och historia. Bournemouth ligger också nära till andra turistmål såsom Jurassic Coast, Devon, New Forest, Christchurch och Salisbury.
Från Bournemouth kommer fotbollslaget AFC Bournemouth, grundat 1899 med smeknamnet The Cherries. Det är av stort intresse för staden och deras hemmaarena Vitality Stadium kan ta emot 11 307 åskådare.